# ويليام الأيادي البيضاء
ويليام/غيوم الأيادي البيضاء أو (ويليام دي شامبانيا) (الفرنسية:Guillaume aux Blanches Mains؛ 1135 - 1202)؛ كان الكاردينال فرنسي.
هو ابن ثيوبالد الثاني كونت شامبانيا وماتيلدا الكارينثية، هو شقيق كلا من هنري الأول كونت شامبانيا وثيوبالد الخامس كونت بلوا وأديلا ملكة فرنسا.
عمل ويليام كـ أسقف شارتر في 1165 ورئيس أساقفة سانس (1176-1169) ورئيس أساقفة ريمس (1202-1175)، وأصبح كاردينال سانتا سابينا في مارس 1179 بعد الموافقة من البابا ألكسندر الثالث، وعلى هذا النحو وقع على المراسيم باباوي بين 8 أبريل 1179 حتى 23 ديسمبر 1201.